# Château de Castelo Mendo
Le château de Castelo Mendo est un château médiéval situé dans la paroisse de Castelo Mendo, municipalité d'Almeida, au nord-est du Portugal.
Il s'agit d'une fortification secondaire de la frontière espagnole. Il se trouve sur une position dominante à 762 m d'altitude sur une colline rocheuse surplombant le ruisseau et la vallée du Côa. Il intègre toute la ville médiévale bien préservée.

## Source
- (pt) Cet article est partiellement ou en totalité issu de l’article de Wikipédia en portugais intitulé « Castelo de Castelo Mendo » (voir la liste des auteurs).

### Liens connexes
- Ressources relatives à l'architecture :   - Directorate General of Cultural Heritage
  - Sistema de Informação para o Património Arquitectónico